# Repetergevär

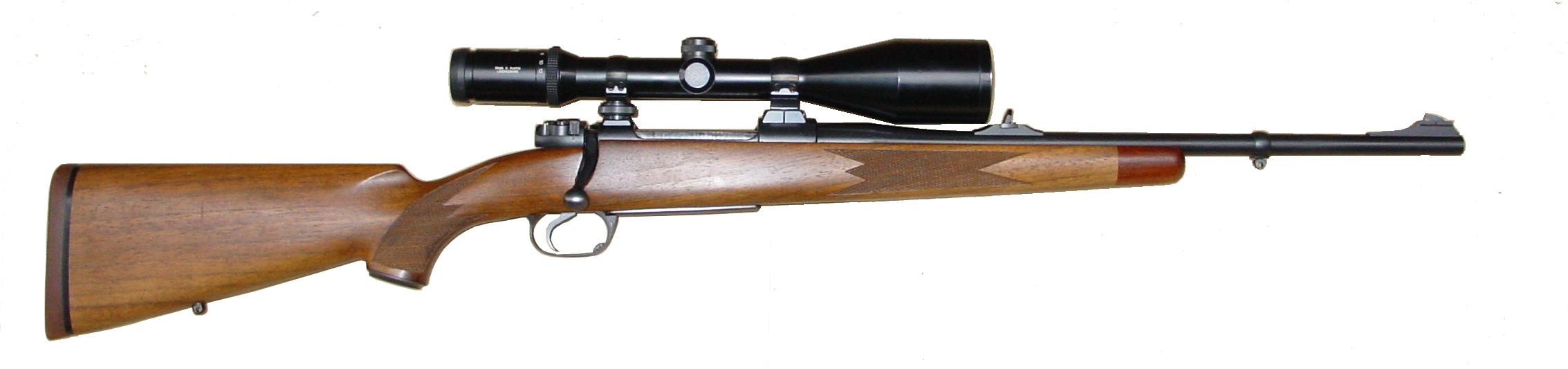
Modernt jaktgevär av cylinderrepetertyp med kikarsikte, i detta fall en Winchester Model 70.

Repetergevär (tidigare även repeteringsgevär) är gevär försett med vapenmagasin som emellan var skott kräver manuell magasinmatning genom någon form av repetitionsrörelse från användaren, så kallad repetering eller repetereld. Detta involverar oftast att greppa någon form av handtag kopplad till en mekanism för slutstycket (så kallad repetermekanism) och sedan föra detta så slutstycket kastar ut föregående tomhylsa från patronläget och matar en ny patron från magasinet, varvid vapnet kan avfyras igen.
Flera typer av repetermekanismer existerar, till exempel:
- Cylinderrepeter
- Bygelrepeter
- Pumprepeter
- Rakrepeter

Ett repetergevär patenterades första gången år 1849.[källa behövs] Svenska försvarets enhetsgevär från 1896 var repetergeväret 6,5 mm gevär m/96, samt 6,5 mm karbin m/94 baserat på samma funktion. I militärt bruk ersattes de flesta repetergevären av automatgevär och automatkarbiner efter andra världskriget men repetergevär av typen cylinderrepeter är dock fortfarande den primära mekanismen för militära prickskyttegevär, bland annat på grund av vikt- och storleksskäl men även funktionsskäl, såsom enklare eldavbrott. Ett exempel är svenska försvarsmaktens 7,62 mm prickskyttegevär 90.

## Cylinderrepeter (cylindermekanism)
Cylinderrepetergevär repeteras genom att ett cylindriskt slutstycke med handtag förs framåt och bakåt genom genom vridmoment (så kallad slutstycksrörelse eller mantelrörelse). För att dra ut föregående tomhylsa från patronläget vrids slutstycket först upp med handtaget för att låsa upp den från pipans bakre del, varvid stycket kan föras fritt bakåt och kasta ut hylsan. När slutstycket förts hela vägen bakåt brukar slagstiftanordningen hakas på avtryckarmekanismen. För att slutföra repeterrörelsen förs slutstycket hela vägen framåt, varvid den plockar upp en ny patron från magasinet och för denna in i patronläget. Därefter vrids slutstycket ned för att låsa fast det i pipans bakdel vilket avslutar repeterrörelsen och gör vapnet redo att avfyra.
Cylinderrepeter är den vanligast förekommande repetermekanismen för kulgevär som används vid jakt och sportskytte. De allra flesta moderna jaktstudsarna är av typen cylinderrepeter.

## Bygelrepeter (bygelmekanism)
Bygelrepetergeväret repeteras med hjälp av en bygel som sitter på vapnets undersida. Magasinet är oftast i form av ett rör som ligger under pipan, även om andra magasinstyper, såsom rull- eller radmagasin också förekommer. Denna gevärstyp är den som ofta ses i Vilda Västern-filmer. Det vanligaste fabrikaten idag är Winchester och Marlin. Även Browning Arms Company  tillverkar idag en framgångsrik bygelrepeter, BLR modellen.

## Pumprepeter (pumpmekanism)
Pumprepetergevär repeteras med hjälp av ett handgrepp som sitter på pipans undersida och dras bakåt och framåt. Likt en bygelrepeter är magasinet oftast ett rör under pipan. Detta omladdningssystem är vanligast förekommande på hagelgevär. I USA är det vanligt med pumprepeterande hagelbössor, och många jägare vill därför även ha ett pumprepeterande kulgevär.

## Rakrepeter (rakmekanism)
Ett rakrepetergevär repeteras med hjälp av ett manöverhandtag som till utseendet liknar det hos cylinderrepetern och även är beläget på samma ställe på vapnet. Manöverhandtaget dras dock enbart rakt bakåt och släpps sedan framåt. Gevär av denna typ tillverkas framförallt av Blaser.